# Aeroportul Internațional Tianjin Binhai
Aeroportul Internațional Tianjin Binhai (în chineză: 天津滨海国际机场) (IATA: TSN, ICAO: ZBTJ) este un aeroport din Xinli Subdistrict⁠(d), Dongli District⁠(d), Tianjin, Republica Populară Chineză ce deservește zona Tianjin. Aeroportul a fost tranzitat în 2022 de 5.841.680 de pasageri. A fost deschis în noiembrie 1939 și numit după zona deservită.
Situat la o altitudine de 3 m, aeroportul dispune de 1 pistă. Este operat de Civil Aviation Administration of China⁠(d).

## Infrastructură

### Piste
Aeroportul dispune de o singură pistă. Pista are orientarea 16R/34L.